# Mrákotice
Mrákotice jsou část města Sedlec-Prčice v okrese Příbram ve Středočeském kraji. Nachází se asi čtyři kilometry severovýchodně od Prčice. Částí města protéká Divišovický potok. Je zde evidováno 21 adres. V roce 2011 zde trvale žilo 52 obyvatel.
Mrákotice leží v katastrálním území Divišovice o výměře 7,31 km².

## Historie
První písemná zmínka o vesnici pochází z roku 1360.

## Obyvatelstvo
| Rok            | 1869 | 1880 | 1890 | 1900 | 1910 | 1921 | 1930 | 1950 | 1961 | 1970 | 1980 | 1991 | 2001 | 2011 | 2021 |
| -------------- | ---- | ---- | ---- | ---- | ---- | ---- | ---- | ---- | ---- | ---- | ---- | ---- | ---- | ---- | ---- |
| Počet obyvatel | 113  | 123  | 85   | 82   | 94   | 81   | 80   | 43   | 66   | 65   | 48   | 53   | 53   | 52   | 50   |
| Počet domů     | 12   | 12   | 12   | 12   | 13   | 12   | 12   | 12   | 12   | 16   | 13   | 16   | 21   | 21   | 22   |

## Obecní správa
Při sčítání lidu v letech 1850–1979 Mrákotice byly osadou obce Divišovice, se kterým patřily nejprve do okresu Sedlčany, ale od roku 1960 v okrese Benešov. Od 1. ledna 1980 jsou částí města Sedlec-Prčice v okrese Benešov. Od 1. ledna 2007 vesnice přešla spolu s městem Sedlec-Prčice z okresu Benešov do okresu Příbram.

## Galerie

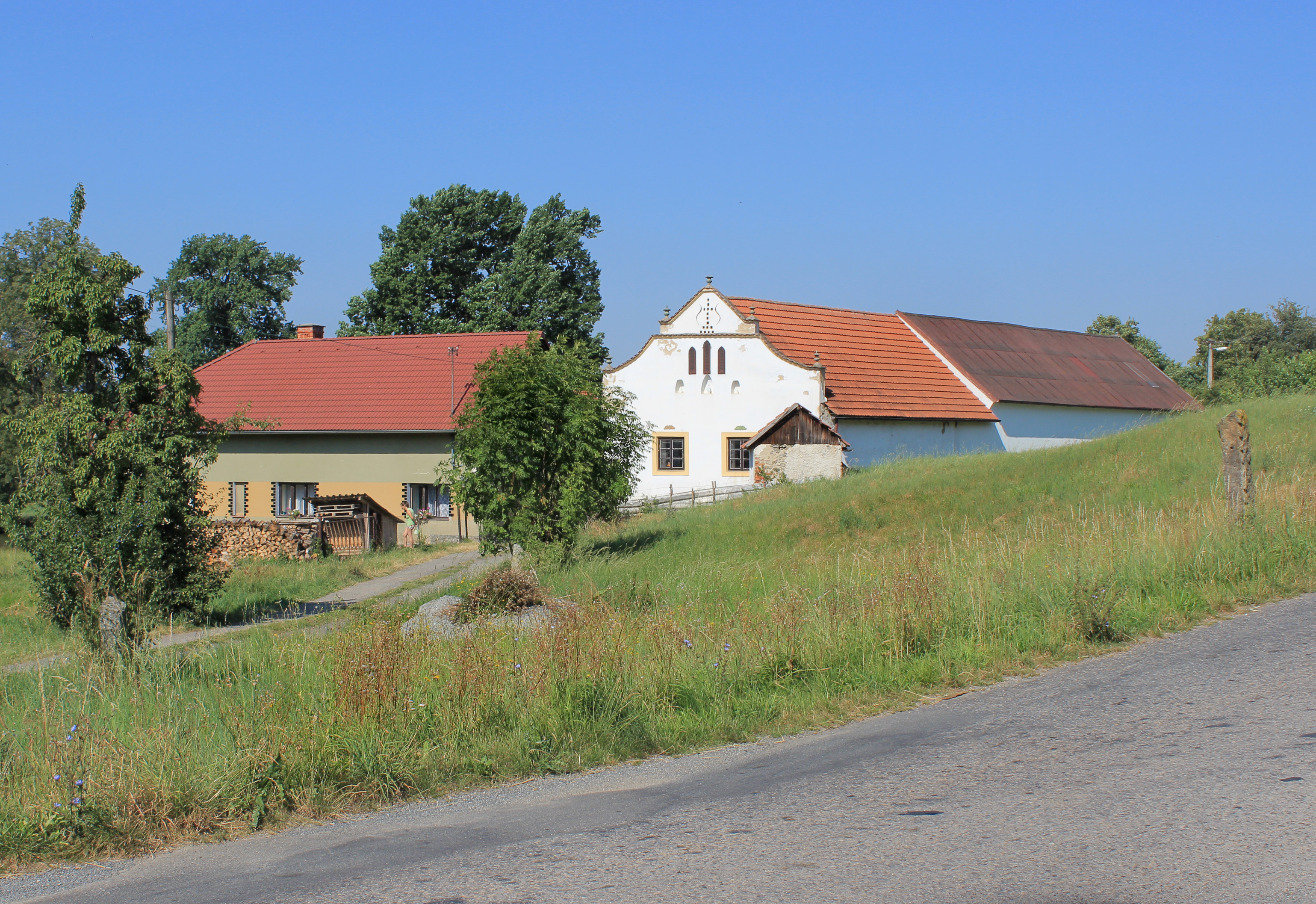
Domy na návsi
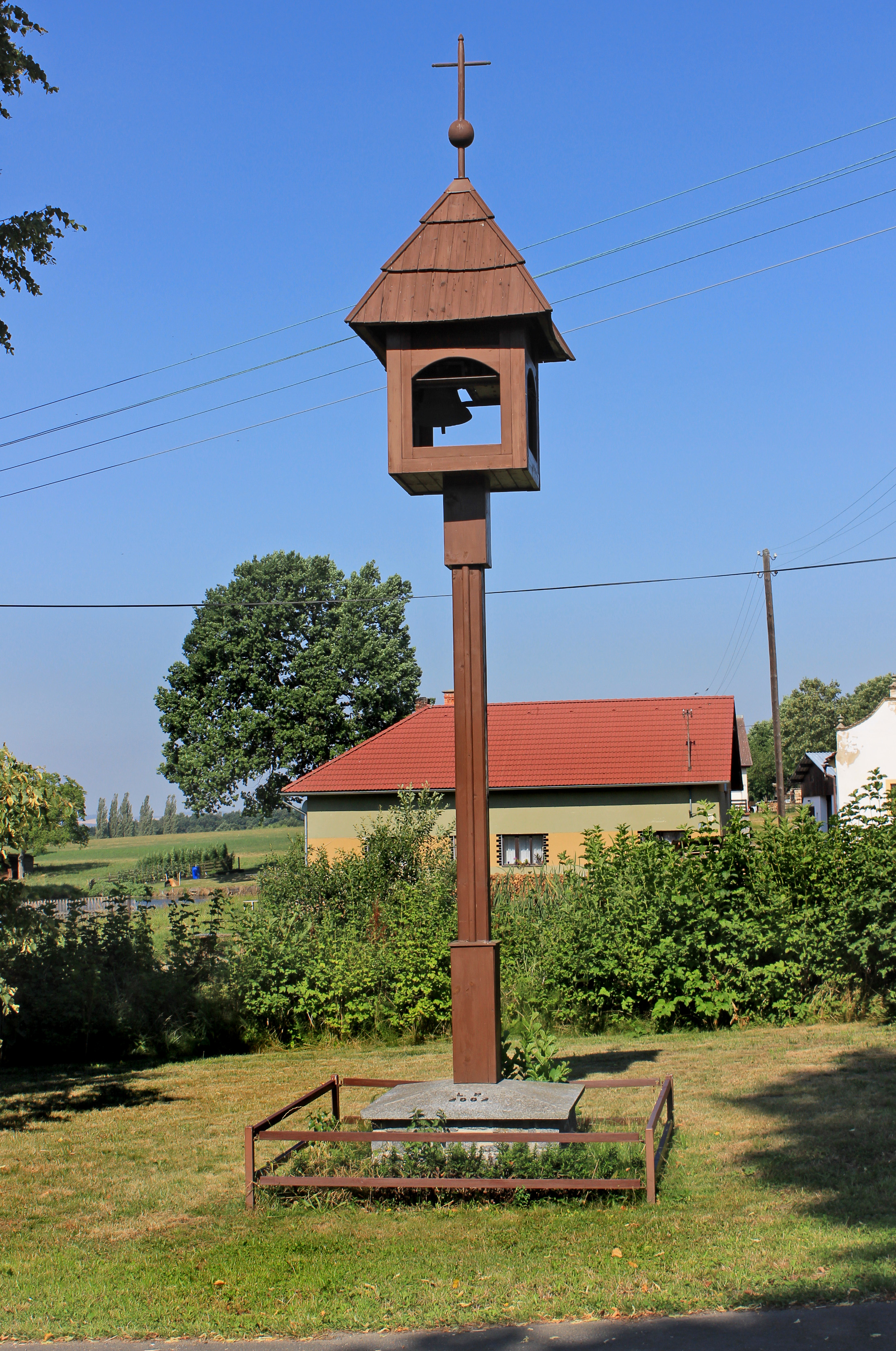
Malá zvonice
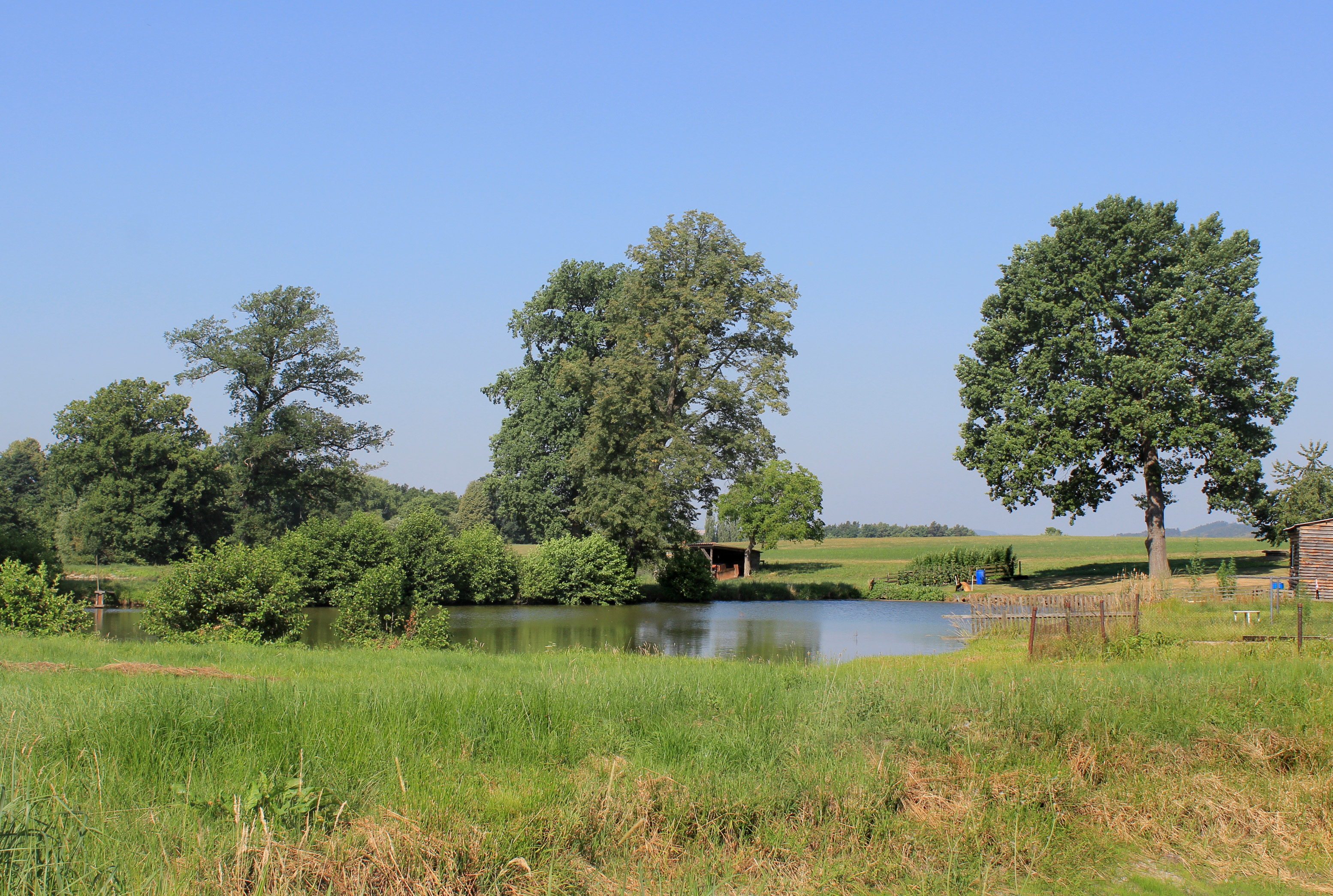
Rybník u návsi
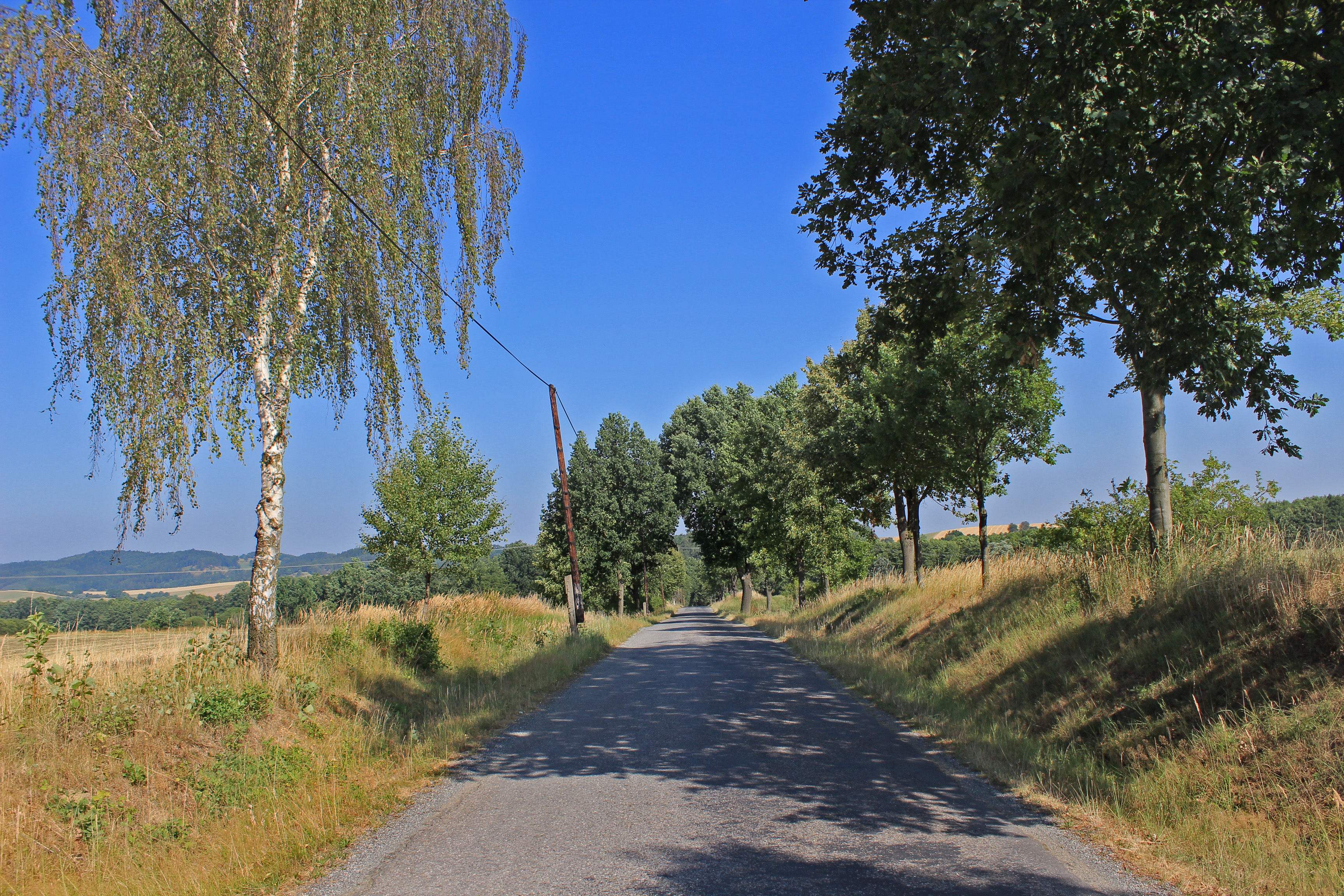
Příjezd ke vsi od jihu
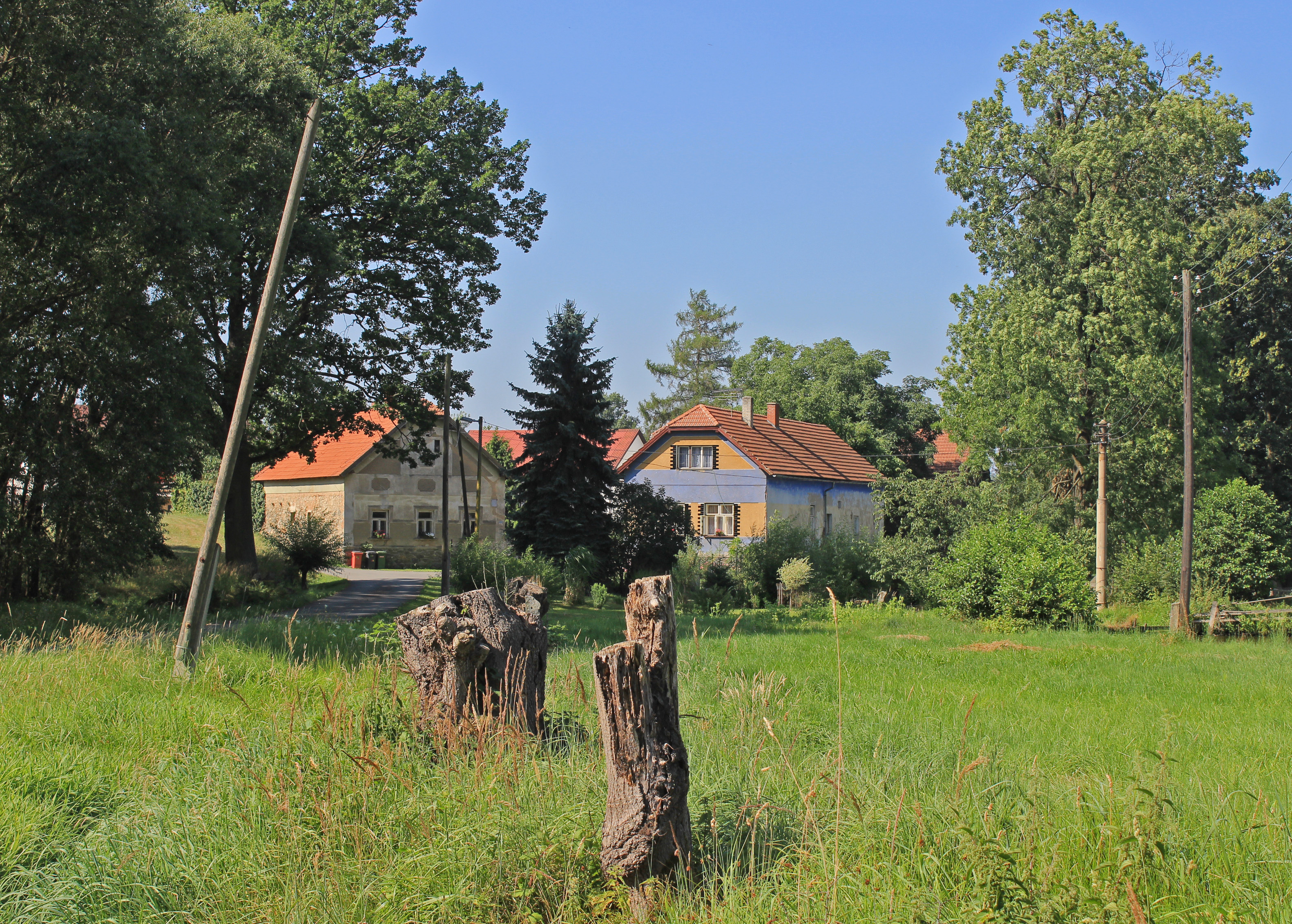
Dům čp. 1 za rybníkem